# Shoya Shimae
Shoya Shimae (17 ottobre 1996) è un lottatore giapponese, specializzato nella lotta libera.

## Palmarès
- Campionati asiatici

Almaty 2021: bronzo nei 61 kg.